# 国分太一・美輪明宏・江原啓之のオーラの泉
『国分太一・美輪明宏・江原啓之のオーラの泉』（こくぶんたいち・みわあきひろ・えはらひろゆきのオーラのいずみ）は、テレビ朝日で放送していたトーク番組。2005年4月5日（4日深夜）に放送開始され、2009年3月14日にレギュラー放送終了。同年4月からは『サタスペ!』で月1回放送されていたものの、同年9月19日には月1回の放送を含めた全放送が終了した。通称『オーラの泉』。2000年代後半に起こったスピリチュアルブームの火付け役となった番組である。

## 概要
ゲストを迎え、国分が進行役に、ゲストの「オーラ」や「前世」、「守護霊」などを江原が霊視し、美輪とともにアドバイスをするという形式でゲストの素顔や半生に迫る。番組内容の紹介として「オーラの泉は心豊かに生きるヒントを提案するスピリチュアルトーク番組です」とのテロップが番組冒頭に表示される。
- 番組では4つの椅子が用意され、向かって左からゲスト、国分、美輪、江原の順に座る。ゲスト席については多くの者が非常に緊張すると述べていた。スペシャルの場合などはこの通りとは限らないが、番組の冒頭でスピリチュアルチェックと呼ばれるいくつかの質問にゲストが一人で答えた後、まずはその回答について国分がゲストに尋ね、江原や美輪がコメントする。続いて、「オーラのカルテ」と題するコーナーで、江原が中心になってゲストのオーラの色、前世、守護霊について語ってゆき、美輪がそれを復唱する、という進行がほぼ守られていた。

## 出演者
- ナビゲーター：国分太一（TOKIO）
- 愛の伝道師：美輪明宏
- スピリチュアル・カウンセラー：江原啓之

## 番組の歴史
当初は番組の終盤にゲストのオーラの色、前世、守護霊などを記した「オーラのカルテ」というコーナーがあったが、2006年10月18日の第71回放送（ゲスト：青木さやか）からは江原がゲストに守護霊からのメッセージを紹介する「スピリチュアルメッセージ」というコーナーに変わった。
2005年2月12日に『ドスペ2』枠でパイロット版を放送。

### 深夜枠でレギュラー番組に
同年4月からレギュラー番組として火曜0:46 - 1:16（月曜深夜、『ネオバラエティ第3部』月曜版）で放送を開始。この当時の正式タイトルは『国分太一・美輪明宏のオーラの泉』で江原の名前は入っていなかった。
- 2005年6月21日（20日深夜）の第12回放送では霊能者とされている木村藤子がゲストとしては異例の出演。
- 元々深夜放送にもかかわらず次第に評判となり、2005年7月16日には『ドスペ!』枠（19:00 - 20:54）でゴールデンタイムの特別番組が放送された。この時のスペシャルにゲスト出演した奥菜恵と杉田かおるが放送直後に相次いで離婚したことで、この離婚の話が後にマスメディアで話題となった。
- また和田アキ子が歌手引退を決意した翌日に出演。番組収録を通して引退を思いとどまったとされる。
- 2006年11月30日（29日深夜）の放送ではいじめや自殺について言及。マスメディアを含むさまざまな企業、現代社会が悪影響を及ぼしたと痛烈に批判し、美輪は「恥を知ること」、「（社会が）もっと真面目になれ」と発言。この回のゲストは堀ちえみ。

### 23時台に昇格•放送時間拡大
好評を受けて2005年10月19日から毎週水曜日23:15 - 翌0:10（『ネオバラエティ』水曜版）に昇格・拡大し、番組名を『国分太一&美輪明宏&江原啓之のオーラの泉』と改題した。
- 2006年の平均視聴率は12.4%であった。この時間帯としては比較的高視聴率で推移していた。またこの番組はこれまでのネオバラエティとしては珍しく、若年層よりも主婦層の支持が多いのも特徴であった。
- 2007年1月17日に視聴率15.9%を記録、番組開始以来初の視聴率15%越えとなった。

### ゴールデンタイムに進出
前述のように、視聴率が良いこともあり、2007年4月21日からは毎週土曜日19:57 - 20:54（土曜20時台）に昇格した。
- 移動当初の視聴率は12%前後であった。2007年10月以降は移動当初の視聴率に戻って推移している。12月22日の2時間スペシャルでは14.9%を記録し、1位になった。2008年に入ってからは2桁の時もあれば、1桁の時も出てきていた。

2007年10月6日放送の2時間スペシャル放送から世界各地の不思議な出来事を紹介する「オーラな出来事」というコーナーが開始されたが、不況によるテレビ局全般（あるいはテレビ朝日における）広告収入の悪化、それにともなう制作費の削減傾向などから、2009年3月をもってレギュラー放送終了が決まった。
後枠には土曜19時台および20時台で2時間の特番枠『サタスペ!』が開始され、それ以降は月に1回『サタスペ!』枠での特番として放送されていたが、2009年9月19日の放送をもって月1回の2時間放送も終了し、5年間の番組の歴史に幕を下ろすこととなった（2009年8月15日当番組の予告で発表した）。
本番組終了後の土曜20時台は、国分と同じTOKIOメンバーの城島茂が司会を務めるクイズ番組『天才をつくる!ガリレオ脳研』が2009年11月14日からスタートした。

### サタスペ!での放送日

#### 2009年
- 4月11日
- 5月30日
- 6月27日
- 7月18日
- 8月15日
- 9月19日

## 批判とそれに対する説明
- 2007年3月1日、「全国霊感商法対策弁護士連絡会」は、日本放送協会と民放連に対し、番組内容の見直しを求める要望書を提出した。要望書には、「近年、霊能師が「オーラが見える」と語ったり、芸能人の未来を断定口調で予言したり、その言葉をそのまま出演者が信じたり、といった番組が増加しており、これらの番組が霊感商法による被害の危険性を高めている」という主旨のことが書かれた（「オーラが見える」との記述から、当番組をはじめとする幾つかの番組を念頭においていることが窺われる）。
- 2006年12月9日、中2男子が、霊界の話を紹介するテレビ番組に影響を受けて、飛び降り自殺をして死亡した事件への影響にも言及された（江原は自殺することは生まれ変わっても同じ試練を繰り返すだけで無益であると説いている[2]）。[3]
  - 2007年4月21日以降、番組の最後に「『「前世」、「守護霊」は現在の科学で証明されたものではありません。人生をよりよく生きる、ひとつのヒントです』という テロップを表示するようになった[2][4]。
  - 制作するテレビ朝日側は「信じてしまう視聴者もいるということを念頭に置きながら、悪い影響が出ないよう配慮して制作している」との見解を示した[5]。

- 『個人カウンセリングを止めたのに、有名人だけはカウンセリングしている』との主旨の批判[6]に対して江原は「スピリチュアリズムを知ってもらうためのデモンストレーションであり、懇意にしている有名人に対しても個人カウンセリングは断っている」とした[2]。
- 江原は「『オーラの泉』はスピリチュアリズムを広める点では大きな影響があったが、「オーラ」や「前世」を言い当てるのがスピリチュアリズムの主軸であるかのような誤解を招いた」とその功罪を述べた[2]。

## ゲスト
| 回 | 放送日         | ゲスト                         | 備考 |
| -- | -------------- | ------------------------------ | --- |
| 1  | 4月5日         | 及川光博                       | |
| 2  | 4月12日        | 吉岡美穂                       | |
| 3  | 4月19日        | 山口智充                       | |
| 4  | 4月26日        | 齋藤孝                         | |
| 5  | 5月3日         | 国生さゆり                     | |
| 6  | 5月10日        | 米良美一                       | |
| 7  | 5月17日        | YOU                            | |
| 8  | 5月24日        | 髙嶋政宏                       | |
| 9  | 5月31日        | 山本美憂                       | |
| 10 | 6月7日         | 菅野美穂                       | |
| 11 | 6月14日        | 南野陽子                       | |
| 12 | 6月21日        | 木村藤子                       | |
| 13 | 6月28日        | マルシア                       | |
| 14 | 7月5日         | 阿川佐和子                     | |
| 15 | 7月12日        | 宇梶剛士①                      | |
|    | 7月16日（土）  | 奥菜恵、杉田かおる、デヴィ夫人 | 『ドスペ!』枠で放送（19:00 - 20:54） |
| 16 | 7月19日        | 宇梶剛士②                      | |
| 17 | 8月2日         | 奈美悦子                       | |
| 18 | 8月9日         | tetsuya（当時：tetsu）         | |
| 19 | 8月16日        | 山咲トオル                     | |
| 20 | 8月23日        | 渡辺美里                       | |
| 21 | 8月30日        | 東幹久                         | |
| 22 | 9月6日         | 和田アキ子①                    | |
| 23 | 9月13日        | 和田アキ子②                    | |
| 24 | 9月20日        | 三原じゅん子                   | |
| 25 | 9月27日        | 風間トオル                     | この回まで、番組タイトルは『国分太一・美輪明宏のオーラの泉』（江原はゲスト扱い）、火曜0:46 - 1:16（月曜深夜、『ネオバラエティ第3部』月曜版）枠で放送。 |
|    | 10月15日（土） | 中嶋朋子、花田勝、柏木由紀子   | 『ドスペ!』枠で放送（19:00 - 20:54）。このスペシャルより、番組タイトルが『国分太一・美輪明宏・江原啓之のオーラの泉』に変更。                           |
| 26 | 10月19日       | 飯島直子                       | この回から水曜23:15 - 翌0:10（『ネオバラエティ』水曜版）枠の全国放送になった。                                                                         |
| 27 | 10月26日       | 浅田美代子                     | |
| 28 | 11月2日        | 細川茂樹                       | |
| 29 | 11月9日        | 森公美子                       | |
| 30 | 11月16日       | 鶴見辰吾                       | |
| 31 | 11月23日       | さとう珠緒                     | |
| 32 | 11月30日       | 中井貴一                       | |
| 33 | 12月7日        | 中島啓江                       | |
|    | 12月24日（土） | 上戸彩、新庄剛志、増田惠子     | 『ドスペ!』枠で放送（19:00 - 20:54） |

| 回 | 放送日        | ゲスト                                   | 備考                                 |
| -- | ------------- | ---------------------------------------- | ------------------------------------ |
|    | 1月4日        | 加藤あい                                 | 85分SP                               |
| 34 | 1月11日       | オダギリジョー                           |                                      |
| 35 | 1月18日       | 上原さくら                               |                                      |
| 36 | 1月25日       | 濱口優                                   |                                      |
| 37 | 2月1日        | 奥田瑛二                                 |                                      |
| 38 | 2月8日        | 三谷幸喜                                 |                                      |
| 39 | 2月22日       | 原沙知絵                                 |                                      |
| 40 | 3月1日        | ヒロシ                                   |                                      |
| 41 | 3月8日        | ベッキー                                 |                                      |
| 42 | 3月15日       | 木村多江                                 |                                      |
|    | 3月18日（土） | 広末涼子、長嶋一茂、綾戸智絵             | 『ドスペ!』枠で放送（19:00 - 20:54） |
| 43 | 3月22日       |                                          | 3月18日放送分の未公開集              |
| 44 | 3月29日       | 須藤元気                                 |                                      |
| 45 | 4月19日       | 釈由美子                                 |                                      |
|    | 4月24日（月） | 船越英一郎、フジコ・ヘミング、長谷川理恵 | 『月バラ!』枠で放送（19:00 - 20:54） |
| 46 | 4月26日       | 東野幸治                                 |                                      |
| 47 | 5月3日        | 的場浩司                                 |                                      |
| 48 | 5月10日       | 羽田美智子                               |                                      |
| 49 | 5月17日       | 研ナオコ                                 |                                      |
| 50 | 5月24日       | 佐々木蔵之介                             |                                      |
| 51 | 5月31日       | 相田翔子                                 |                                      |
| 52 | 6月7日        | 寺島進                                   |                                      |
| 53 | 6月14日       | 佐藤弘道                                 |                                      |
| 54 | 6月21日       | 岡崎朋美                                 |                                      |
| 55 | 6月28日       | 宮本亜門                                 |                                      |
| 56 | 7月5日        | 千代大海                                 |                                      |
| 57 | 7月12日       | 細川たかし                               |                                      |
| 58 | 7月19日       | 山本耕史                                 |                                      |
| 59 | 7月26日       | 青田典子                                 |                                      |
| 60 | 8月2日        | 松岡修造                                 |                                      |
| 61 | 8月9日        | 川嶋あい                                 |                                      |
| 62 | 8月16日       | 海老名香葉子                             |                                      |
| 63 | 8月23日       | 丸山和也                                 |                                      |
| 64 | 8月30日       | 小池栄子                                 |                                      |
| 65 | 9月6日        | 田中美里                                 |                                      |
| 66 | 9月13日       | 前田日明                                 |                                      |
| 67 | 9月20日       | 村上弘明                                 |                                      |
| 68 | 9月27日       |                                          | 名場面集PART1                        |
| 69 | 10月4日       |                                          | 名場面集PART2                        |
| 70 | 10月11日      | 山田優                                   |                                      |
| 71 | 10月18日      | 青木さやか                               |                                      |
| 72 | 10月25日      | 中村橋之助                               |                                      |
| 73 | 11月1日       | 酒井美紀                                 |                                      |
| 74 | 11月8日       | 沢村一樹                                 |                                      |
| 75 | 11月15日      | 古手川祐子                               |                                      |
| 76 | 11月22日      | 陣内孝則                                 |                                      |
| 77 | 11月29日      | 堀ちえみ                                 |                                      |
| 78 | 12月6日       | 友近                                     |                                      |
| 79 | 12月13日      | 伊原剛志                                 |                                      |
| 80 | 12月20日      | 檀れい                                   |                                      |
| 81 | 12月27日      |                                          | 特別編                               |

| 回  | 放送日       | ゲスト                     | 備考                                                                                             |
| --- | ------------ | -------------------------- | ------------------------------------------------------------------------------------------------ |
|     | 1月4日（木） | 松坂慶子                   | 新春SP（18:30 - 20:54）。新年会ゲスト：青木さやか、假屋崎省吾、森公美子、綾戸智絵、中島啓江、YOU |
| 82  | 1月10日      |                            | 年末年始未公開編                                                                                 |
| 83  | 1月17日      | 劇団ひとり                 |                                                                                                  |
| 84  | 1月24日      | 眞鍋かをり                 |                                                                                                  |
| 85  | 1月31日      | 京本政樹                   |                                                                                                  |
| 86  | 2月7日       | 片岡鶴太郎                 |                                                                                                  |
| 87  | 2月14日      | 假屋崎省吾                 |                                                                                                  |
| 88  | 2月21日      | 村治佳織                   |                                                                                                  |
| 89  | 2月28日      | 木村彰吾                   |                                                                                                  |
| 90  | 3月7日       | 鈴木紗理奈                 |                                                                                                  |
| 91  | 3月14日      | 小谷実可子                 |                                                                                                  |
| 92  | 3月21日      | EXILE ATSUSHI              |                                                                                                  |
| 93  | 3月28日      | 佐渡裕                     | この回まで水曜23:15 - 翌0:10（『ネオバラエティ』水曜版）枠で放送。                               |
|     | 4月21日      | 泉ピン子、井ノ原快彦       | この回から土曜19:57 - 20:54枠で放送。 2時間SP（19:00 - 20:54）                                   |
| 94  | 4月28日      | 向井亜紀                   |                                                                                                  |
| 95  | 5月5日       | 島田洋七                   |                                                                                                  |
| 96  | 5月12日      | 勝俣州和                   |                                                                                                  |
| 97  | 5月19日      | 香里奈                     |                                                                                                  |
| 98  | 5月26日      | 古賀稔彦                   |                                                                                                  |
| 99  | 6月2日       | RIKACO                     |                                                                                                  |
| 100 | 6月9日       | 黒沢年雄                   |                                                                                                  |
| 101 | 6月16日      | 大泉洋                     |                                                                                                  |
| 102 | 6月23日      | 佐藤江梨子                 |                                                                                                  |
|     | 7月7日       | 中村俊輔、東山紀之         | 2時間SP（19:00 - 20:54）                                                                         |
| 103 | 7月14日      | 堂本光一                   |                                                                                                  |
| 104 | 7月28日      | 高見沢俊彦                 |                                                                                                  |
| 105 | 8月4日       | 小林幸子                   |                                                                                                  |
| 106 | 8月11日      | 渡辺えり子                 |                                                                                                  |
| 107 | 8月18日      | 小泉孝太郎                 |                                                                                                  |
| 108 | 8月25日      | 戸田恵子                   |                                                                                                  |
| 109 | 9月1日       | 武田鉄矢                   |                                                                                                  |
| 110 | 9月8日       | 山田邦子                   |                                                                                                  |
| 111 | 9月15日      | 梅沢富美男                 |                                                                                                  |
|     | 10月6日      | 貴乃花光司、寿美花代       | 2時間SP（19:00 - 20:54）                                                                         |
| 112 | 10月20日     | 小雪                       |                                                                                                  |
| 113 | 11月10日     | 内藤大助                   |                                                                                                  |
|     | 11月24日     | 加藤和也、アグネス・チャン | 2時間SP（19:00 - 20:54）                                                                         |
| 114 | 12月8日      | 秋吉久美子                 |                                                                                                  |
|     | 12月22日     | 羽野晶紀                   | 2時間SP（19:00 - 20:54）                                                                         |

| 回  | 放送日   | ゲスト                                                                                            | 備考                     |
| --- | -------- | ------------------------------------------------------------------------------------------------- | ------------------------ |
|     | 1月12日  | 陣内智則                                                                                          | 2時間SP（19:00 - 20:54） |
| 115 | 1月26日  | 義家弘介                                                                                          |                          |
| 116 | 2月2日   | 宮藤官九郎                                                                                        |                          |
| 117 | 2月9日   | 間下このみ                                                                                        |                          |
| 118 | 2月16日  | 柳原可奈子                                                                                        |                          |
| 119 | 2月23日  | 山本譲二                                                                                          |                          |
| 120 | 3月1日   | 中村中                                                                                            |                          |
| 121 | 3月8日   | 西城秀樹                                                                                          |                          |
|     | 4月5日   | 東国原英夫、松居一代                                                                              | 2時間SP（19:00 - 20:54） |
| 122 | 4月19日  | 榎木孝明                                                                                          |                          |
|     | 5月3日   | 小室哲哉 不思議な話：髙嶋政宏、ほしのあき、上原さくら、金子貴俊、杉本彩                           | 2時間SP（19:00 - 20:54） |
| 123 | 5月10日  | 西川きよし 不思議な話：杉本彩                                                                     |                          |
|     | 5月17日  | 芸能人が本当に体験した不思議な話スペシャル： 加藤和樹、つまみ枝豆、小倉優子、八代亜紀、梅沢富美男 |                          |
| 124 | 6月7日   | 内田恭子                                                                                          |                          |
| 125 | 6月14日  | 島倉千代子 不思議な話：加藤夏希、柴田光太郎、つるの剛士                                           |                          |
| 126 | 6月21日  | 加藤雅也 不思議な話：勝俣州和、秋本奈緒美                                                         |                          |
|     | 6月28日  | 松田美由紀、金子貴俊、西村知美、狩野英孝、宮﨑大輔                                                | 2時間SP（19:00 - 20:54） |
| 127 | 7月12日  | 小島よしお、安藤和津                                                                              |                          |
| 128 | 7月19日  | いしだ壱成                                                                                        |                          |
| 129 | 7月26日  | 山口達也                                                                                          |                          |
| 130 | 8月2日   | 千原ジュニア                                                                                      |                          |
|     | 8月16日  | 未唯mie、林家正蔵、加藤茶                                                                         | 2時間SP（19:00 - 20:54） |
|     | 8月30日  | 東幹久、斉藤祥太、羽野晶紀、前田日明                                                              | オーラの相談室           |
| 131 | 9月6日   | 琴欧洲勝紀                                                                                        |                          |
| 132 | 9月13日  | 辺見えみり                                                                                        |                          |
|     | 10月4日  | 松田聖子、オグシオ（小椋久美子・潮田玲子）                                                        | 2時間SP（19:00 - 20:54） |
| 133 | 10月18日 | エド・はるみ                                                                                      |                          |
| 134 | 10月25日 | 田中義剛                                                                                          |                          |
|     | 11月1日  | 相田翔子、南明奈、安めぐみ                                                                        |                          |
| 135 | 11月22日 | 市川海老蔵                                                                                        |                          |
|     | 11月29日 | 岸部四郎、泉ピン子、内藤大助、寿美花代                                                            |                          |
|     | 12月20日 | 春風亭小朝、黒木亮、テレニン晃子、京谷和幸                                                        | 2時間SP（19:00 - 20:54） |

| 回  | 放送日        | ゲスト | 備考                                                                    |
| --- | ------------- | --- | ----------------------------------------------------------------------- |
| 136 | 1月17日       | 間寛平 |                                                                         |
| 137 | 1月24日       | 安倍なつみ |                                                                         |
| 138 | 2月14日       | 奥菜恵 |                                                                         |
| 139 | 2月21日       | 中村江里子 |                                                                         |
|     | 3月14日       | はるな愛 街のオーラ：辺見えみり | 2時間SP（19:00 - 20:54） レギュラー放送最終回                           |
|     | 4月11日（土） | 哀川翔 | 『サタスペ!』枠で放送（19:00 - 20:54）                                  |
|     | 5月30日（土） | 石田純一 ヒーローに学ぶ元気の力の秘訣：齋藤孝 | 『サタスペ!』枠で放送（19:00 - 20:54）                                  |
|     | 6月27日（土） | 白鵬翔 街のオーラ、豪邸診断：假屋崎省吾 | 『サタスペ!』枠で放送（19:00 - 20:54）                                  |
|     | 7月18日（土） | 三倉茉奈・佳奈（マナカナ） 街のオーラ：エド・はるみ                                                                                              | 『サタスペ!』枠で放送（19:00 - 20:54）                                  |
|     | 8月15日（土） | 倉本聰 天国からのメッセージ：逸見太郎・逸見愛（逸見政孝特集）、河島あみる・河島亜奈睦・河島翔馬 （河島英五特集）、ロザンナ・万梨音（出門英特集） | 『サタスペ!』枠で放送（19:00 - 20:54）                                  |
|     | 9月19日       | 石田純一、内田恭子、及川光博、東野幸治、はるな愛、勝俣州和、丸山和也、YOU、内藤大助                                                              | 『サタスペ!』枠で放送（19:00 - 20:54） 最終回・完結篇。今までの名場面集 |

## パロディ
「オーラの沼」
『くりぃむしちゅーのたりらリでイキます!!』の一コーナー
有田哲平が江原になりきって「あ原啓之」に扮し、土田晃之が特殊メイクを施し美輪になりきり「ビワさん」に扮し、ゲストの私生活や秘密にしている事を次々に暴露するコーナー。
ニワさん
『SMAP×SMAP』の中で香取慎吾が豹変する美輪を演じる。美輪本人公認であり、江原本人が出演したこともある。
「スピリチュアルミュージック」
『やまだひさしのラジアンリミテッドDX』の木曜日に放送されていた一コーナー。
やまだひさしが江原に扮する「江やまだひさ之」が電話の相手を声だけで占う。
「オイラの泉」
南海キャンディーズ 山里亮太のヤンピース フライデースペシャルの一コーナー。南海キャンディーズの山里亮太が江原になりきり「（スベリチュアルカウンセラー）山原」に扮し、電話の相手と悩み相談を行うコーナー。
「やべ分太一・小美輪明宏・江頭2時50分 エガシラの泉」
『めちゃ²イケてるッ!』の一コーナー
矢部浩之が国分風に進行に徹し、美輪になりきった岡村隆史が霊視能力の無い和服姿の江頭2:50を深く静かに追い詰めるスピリチュアル・トークコーナー。
- 『ものまねバトル』（2007年3月19日放送）や『Tomorrow』（2007年4月17日放送）でも、ものまねタレントの二輪明宏・こてつによるパロディが行われた。
- その他にも『水10!』などでもパロディをやっていた。

## スタッフ
- ナレーション：矢島正明、大場真人
- 構成：工藤ひろこ、秋元万里、平村隼人
- 技術：山内克彦
- カメラ：宮田一
- 音声：新井八月
- 映像調整：岡平伸一
- 照明：中野照規
- 美術デザイン：福田亜矢子
- 美術進行：山本和記
- 大道具：関谷陽
- 生花装飾：橋本由子
- メイク：下館一美
- 編成：西村裕明（テレビ朝日）
- 宣伝：村上弓（テレビ朝日）
- 編集：細谷大輔（CCファクトリー〔旧TDKコア〕）
- MA：関川一貴（CCファクトリー〔旧TDKコア〕）
- 音効：和田勝之（スカイウォーカー 元 スポット所属）
- TK (タイムキーパー)：岸波明子
- 技術協力：テイクシステムズ、共立、日放
- 協力：ジャニーズ事務所
- ディレクター：日野力（wish）、丸山佳男（ViViA）、倉島章二（テレビ朝日）
- 演出：堀池勝法（テレビ朝日）
- プロデューサー：岩立良作（オフィスぼくら）、坂井宏爾（wish）
- チーフプロデューサー：畔柳吉彦（テレビ朝日）
- ゼネラルプロデューサー：藤井智久（テレビ朝日）【2009年7月18日〜】
- エグゼクティブプロデューサー：青山幸光（テレビ朝日）
- 制作協力：ウイッシュカンパニー、ViViA
- 制作著作：テレビ朝日

## ネット局と放送時間
- 近畿広域圏の朝日放送（ABC・現：朝日放送テレビ）では、水曜23時台時代は、ローカルバラエティ枠の『ナイトinナイト（きになるオセロ）』のため、74分時差ネットの木曜0:29 - 1:26（水曜深夜）での放送だった。
- 北海道テレビ放送でも、水曜23時台時代の同時間枠は、『水曜どうでしょうClassic』が放送されているため、30分時差ネットの23:45 - 翌0:40の放送だった。ただし、過去に数回特別番組編成の関係で同時ネットを行ったことがある（その際、『水曜どうでしょう-』は『オーラの泉』のあとに放送）。
- 宮崎県ではテレビ宮崎がクロスネットのため放送されず（水曜23時台時代はNNNの『NNNきょうの出来事』→『NEWS ZERO』とバリューナイトを、土曜20時台に移った2008年5月現在は、本来のキー局のフジテレビ系の『めちゃ×2イケてるッ!』を放送）、番組販売でTBS系の宮崎放送で放送されている。放送日時は2006年4月4日から2007年3月末まで水曜0:25 - 1:20（火曜深夜）に放送していた。その後2007年10月より、金曜14:55 - 15:53で再開している。
- 福井県では未だに放送する局こそないものの、嶺北地方では北陸朝日放送を、嶺南地方ではABCをそれぞれ受信してこの番組を視聴できる。
- 富山県ではフジテレビ系の富山テレビ放送で土曜14:55 - 15:50に放送され、後に水曜0:40 - 1:35（火曜深夜）に変更されたが、2008年3月末に打ち切りとなった。
- 鳥取県と島根県では日本テレビ系列の日本海テレビジョン放送で金曜16:00 - 16:53に放送されている。
- 高知県ではTBS系のテレビ高知でも土曜17:00 - 17:55で放送されている。
- また、山梨県の場合、TBS系列のテレビ山梨では本来ネット『ジャンクSPORTS』が中止または特番になった場合に穴埋めとして、不定期に水曜1:00 - 1:55（火曜深夜）に放映される。
- ハイビジョン放送・字幕放送マークは各局からの送出となっていた（23時台時代の場合）。